# 상고대

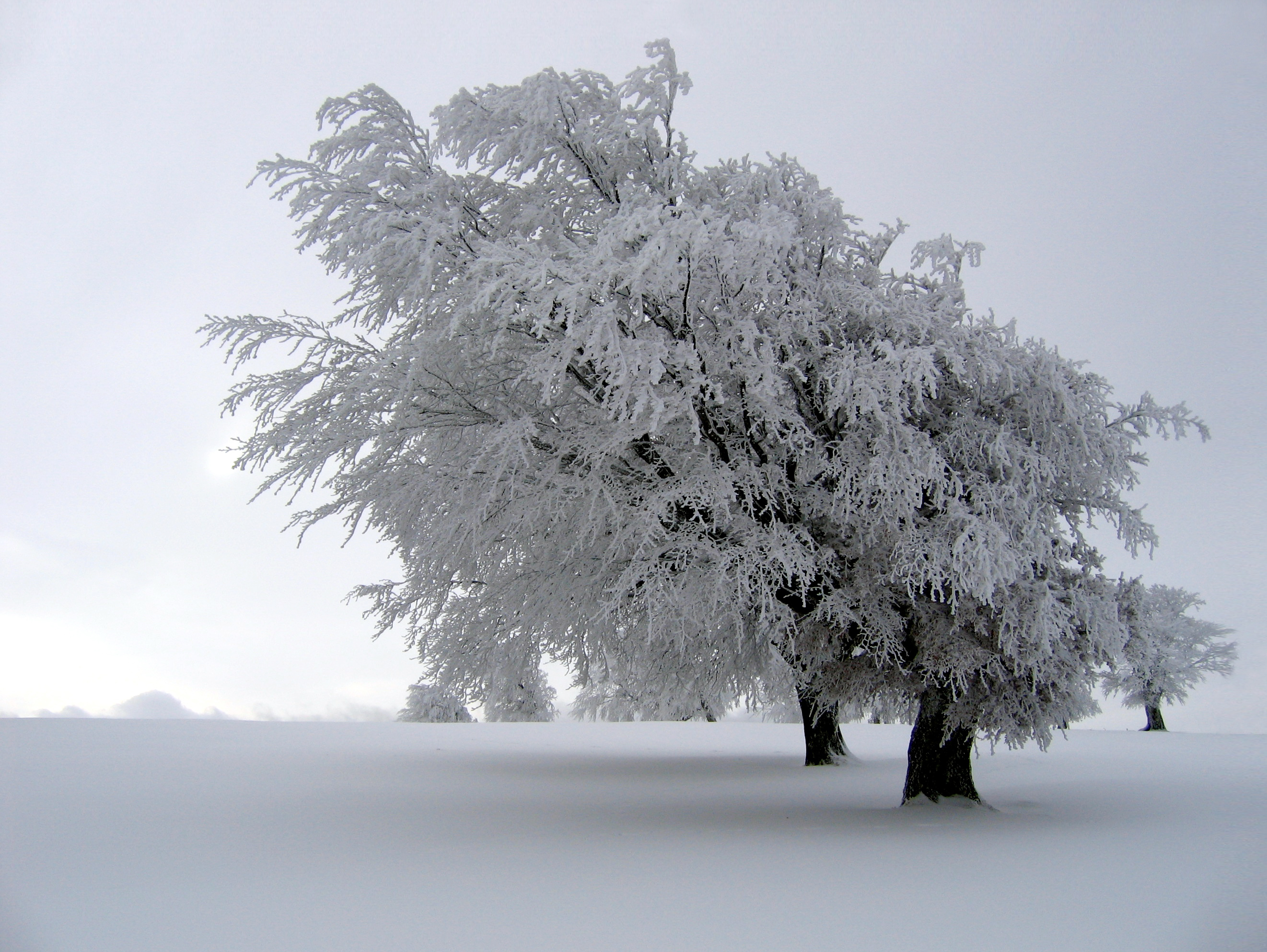

상고대는 서리가 나무나 풀 따위 물체에 들러붙어 얼어붙은 것이다. 수빙(樹氷), 수가(樹稼), 무빙(霧氷)이라고도 한다.